# Manuel Manquiña
Manuel Manquiña, né le 2 août 1953 à Vigo, est un acteur espagnol.

## Filmographie sélective
- 1997 : Airbag de Juanma Bajo Ulloa
- 1999 : Entre les jambes de Manuel Gómez Pereira
- 1999 : Raisons de vivre d'Alfonso Albacete et David Menkes
- 2002 : El caballero Don Quijote de Manuel Gutiérrez Aragón
- 2012 : L'Apôtre de Fernando Cortizo (voix)
- 2019 : Antes de la quema de Fernando Colomo